# 香西精
香西 精（こうさい つとむ、1902年11月29日 - 1979年1月12日）は、日本の英文学者・能楽研究者。
岡山県倉敷市出身。東京帝国大学文学部英文科卒業、甲南高等学校教授となるが病気のため辞職、1942年米穀会社に入り、兵庫米穀社長・会長。戦前から能楽研究を行い『謡曲界』などに多くの論文を発表。戦後、雑誌『宝生』に「とらうきやう考」を発表した後、表章との交流が始まり、世阿弥研究の基礎となる多くの功績を残した。1963年法政大学能楽研究所顧問。
甲南高校時代の教え子に武智鉄二がいる。長男は元住友化学工業社長の香西昭夫。次男は日本経済研究センター理事長や政府税制調査会会長を務めたエコノミストの香西泰。

## 著書
- 世阿弥新考 わんや書店 1962
- 神戸穀物商品取引所十年史 神戸穀物商品取引所 1963
- 続世阿弥新考 わんや書房 1970
- 能謡新考 世阿弥に照らす 桧書店 1972
- 世子参究 表章編 わんや書店 1979.11